# Diamant mandarin
Taeniopygia guttata
Pour les articles homonymes, voir Diamant (homonymie) et Mandarin.
Espèce
Statut de conservation UICN

 LC  : Préoccupation mineure
Le Diamant mandarin (Taeniopygia guttata) est une espèce d'oiseaux de la famille des Estrildidés.
Son aire s'étend à travers les petites îles de la Sonde en Indonésie.
Il se distingue du Mandarin d'Australie (Taeniopygia castanotis) par une plus petite taille (8 cm) et ne porte pas la même marque distinctive sur la gorge et la partie supérieure de la poitrine.

## Écotoxicologie de la pollution sonore, et interactions avec le dérèglement climatique
On sait, au moins depuis les années 1960, que le foetus, dans l'oeuf, perçoit certains sons extérieurs et y réagit. Dans  un article de la revue Science, deux chercheuses françaises en écophysiologie et écotoxicologie : Alizée Meilleres et Mylène Mariette, avec deux chercheurs australiens, se sont intéressés (à partir de 400 œufs d'oiseaux diamants mandarins) à la façon dont le bruit routier affecte les embryons chez les oiseaux.
L'étude conclut que la pollution sonore, même à un niveau aujourd'hui jugé « modéré » affecte effectivement, y compris épigénétiquement, le développement de l'embryon dans l'œuf. Directement Exposé en couveuse aux nuisances sonores, un œuf sur cinq n'éclot pas, et, chez les poussins qui ont survécu, on observe des signaux de dommages cellulaires et génétique (dont télomères plus courts), et les futures capacités de reproduction des oiseaux ayant été exposé dans l'œuf ou au stade poussin sont très altérées (par rapport aux poussins issus d'œufs protégé du bruit de circulation ou non exposés ensuite à ce bruit). Le succès d'éclosion de leurs descendants est divisé par deux chez les œufs exposés au bruit durant 4h et demie puis au stade poussin (exposé durant plusieurs jours).
Remarque : on sait par une étude antérieure (2016) publiée dans Science, que chez de nombreuses espèces, l'embryon, qui dans une certaine mesure, perçoit les sons extérieurs, peut en tirer des informations. Cette étude, parmi d'autres ayant montré des effets transgénérationnels de la température chez des animaux vertébrés, prouve que chez les oiseaux, des parents peuvent même parfois épigénétiquement modifier les trajectoires de développement embryonnaire de leur progéniture (par exemple les parents de pinsons zébrés semblent signaler à l'embryon ou au foetus, via leur chant, des températures ambiantes élevées (supérieures à 26°C) à leurs embryons et une étude a montré que ce seul signalement acoustiques suffit à modifier - au profit d'une meilleure adaptation - le comportement du futur oisillon, qui bénéficiera alors, statistiquement parlant, d'un meilleur succès reproducteur, et aura des préférences thermiques différentes, une fois devenu adulte (plasticité phénotypique qui joue un rôle adaptatif important). Ce sont des données sur la programmation développementale importantes pour mieux comprendre l'adaptation d'espèces endothermiques au réchauffement.